# Groupama
Caisse Nationale de Reassurance Mutuelle Agricole Groupama S.A., più semplicemente Groupama S.A., è un gruppo assicurativo francese.
Ha sede a Parigi e attivo in 10 paesi, tra cui anche l'Italia.

## Storia

### Origini
La storia di Groupama risale alla fine del XIX secolo, con gli agricoltori alla ricerca di soluzioni assicurative su misura per le loro esigenze.
Il 22 dicembre 1840, a Mions, nel Rodano, fu creata la prima mutua assicurativa agricola locale a copertura del rischio di incendio con il nome di Caisses d'Assurances Mutuelles Agricoles (AMA)

### Creazione di Groupama
Nel 1963 nacque SAMDA, una società di mutua assicuratrice per proteggere dal rischio di danni verso coloro che non erano agricoltori. Nel 1972, in collaborazione con Crédit Agricole, fu creata anche la SORAVIE (Société des Organizations Agricoles pour l'Assurance Vie) e nel 1975, fu la volta della fondazione della SOS-AMA (servizio di assistenza generale).
Nel 1986, Groupama fu creata per riunire AMA, SAMDA, SORAVIE, SOREMA in un'unica società. Nel 1987 venne lanciato il PAP (Piano Assicurativo Individuale), il primo contratto di assicurazione completa per tutta la famiglia e nello stesso anno nacque B.CERP, la banca del gruppo. Nel 1992 B.CERP venne rinominata in Banque Financière Groupama e nel 1993 Soravie divenne Groupama Vie.

### Fusione con Gan
Nel 1998 Groupama acquisì Gan, il quarto più grande assicuratore francese, e divenne il secondo più grande assicuratore generale in Francia. Nel novembre 1999, le attività finanziarie di Gan e Groupama furono fuse in Finama.

### Sviluppo internazionale e ristrutturazione
Nel 2001 Groupama decise di ampliare la propria offerta includendo i servizi bancari. Nello stesso anno furono elaborati i piani per il raggruppamento delle Banche Regionali e fu avviato un progetto di apertura del capitale agli investitori esterni.
Nel 2006, il gruppo si espanse all'estero con l'acquisizione delle filiali spagnole di un gruppo francese, l'acquisizione del sesto assicuratore turco Basak e l'acquisto del broker britannico Carole Nash.
Nel 2007 proseguì lo sviluppo internazionale del gruppo con l'acquisizione dell'assicuratore italiano Tirrena e di due nuovi broker nel Regno Unito, Bollington Group e Lark.
Nello stesso periodo e fino al 2008, Groupama rafforzò la propria posizione nell'Europa centrale e orientale grazie all'acquisizione dell'assicuratore greco Phoenix Metrolife, delle compagnie assicurative rumene BT Asigurari e Asiban. Parallelamente, il gruppo francese rafforzò le proprie posizioni in Turchia, con l'acquisizione di due compagnie assicurative, Güven Sigorta e Güven Hayat.
Contestualmente, Groupama siglò una partnership strategica in Ungheria con OTP Bank, la principale banca indipendente dell'Europa centrale.
In Tunisia il gruppo acquisì il 35% di Star, ottenendo il primato del mercato assicurativo nel Paese.
In Francia, il gruppo Groupama creò Amaguiz, un nuovo marchio per la vendita online. La creazione del nuovo marchio fu affidata all'agenzia Bessis e nel 2008 fu lanciata una campagna pubblicitaria con protagonista l'attore Jean Rochefort. Groupama siglò inoltre un accordo di partnership con Banque Postale, che portò, l'anno successivo, alla creazione di una società controllata congiunta per la distribuzione di prodotti assicurativi danni, tramite la rete di Banque Postale.
Nel 2009, Groupama Banque (divenuta Orange Bank nel gennaio 2017) e Banque Finama si unirono.
Nel 2010 le attività Vita furono raggruppate all'interno di Groupama Gan Vie. Groupama e AVIC (Aviation Industry Corporation of China) firmarono un accordo per creare una partnership al fine di rafforzare la propria posizione nel campo dell'assicurazione danni in Cina.
Dal 2010 al 2012, Groupama raggruppò le sue banche regionali in 9 entità geografiche: Groupama Centre Manche, Groupama Loire Bretagne, Groupama Centre Atlantique, Groupama Paris Val-de-Loire, Groupama Nord-Est, Groupama Grand-Est, Groupama Rhône-Alpes Auvergne , Groupama Méditerranée, Groupama d'Oc; a cui si aggiungono due fondi d'oltremare (Antille e Guyana) e due fondi specializzati (MISSO o Mutuelle Incendie des Sylviculteurs du Sud-Ouest creato nel 1947 e quello dei produttori di tabacco). Nel 2017, in occasione del suo 70º anniversario, MISSO, dopo aver ampliato la propria offerta sui rischi tempesta e la responsabilità civile nella foresta, divenne Groupama Forêt Assurance.
Il 2011 fu caratterizzato dalla crisi del debito nella zona euro, in particolare in Grecia, e da un forte deterioramento dei mercati finanziari. Questa situazione influì sulla salute finanziaria di Groupama. Il rating del gruppo fu declassato dalle agenzie di rating Fitch Ratings e Standards and Poor's.
A fine 2011 e inizio 2012 il gruppo cedette le attività danni di Gan Eurocourtage, l'attività marittima in Francia di tale controllata, nonché la controllata spagnola e le attività assicurative danni nel Regno Unito.
Nell'ambito del suo piano di ristrutturazione lanciato all'inizio del 2012, Groupama annunciò il 5 ottobre 2012 che stava esercitando la sua opzione di non pagare gli interessi su parte del suo debito per la scadenza del 22 ottobre. Il gruppo abbandonò il progetto di apertura del capitale e ristrutturò il proprio portafoglio di attività per ridurre la propria sensibilità alle fluttuazioni dei mercati finanziari.

### Posizionamento in mercati redditizi
Nel 2013, dopo due anni di perdita, il Gruppo tornò in utile e rafforzò la propria flessibilità finanziaria. All'inizio dell'anno il Gruppo cedette il 100% di Groupama Private Equity e la sua partecipazione nella società di brokeraggio britannica Bollington.
Nel 2016 Orange e Groupama firmarono un accordo per sviluppare un'offerta di mobile banking al 100%. Orange acquisì una partecipazione del 65% in Groupama Banque, ribattezzandola Orange Bank il 16 gennaio 2017.

### Trasformazione di Groupama SA in Groupama Assurances Mutuelles
Il 7 giugno 2018 Groupama SA, l'ente centrale del gruppo, fu trasformata in un fondo mutualistico di riassicurazione agricola con giurisdizione nazionale, una forma specifica di società di mutua assicurazione, il cui nome divenne Groupama Assurances Mutuelles.
Il 14 gennaio 2021, il management annunciò l'acquisizione di Juritravail, una società specializzata in contenuti legali a distanza o consulenza legale telefonica.

## Filiali e marchi
Groupama opera in Italia, Ungheria, Romania, Grecia, Bulgaria, Slovacchia, Tunisia, Turchia e Cina con i seguenti prodotti:
- Gan (Gan Eurocourtage/Gan Assurances/Gan Patrimoine/Gan Prévoyance)
- Amaguiz
- Orange Bank (35 % del capitale)
- Groupama Asset Management
- Groupama Épargne salariale
- Société française de Protection juridique
- Groupama Assurance Crédit & Caution
- Groupama Immobilier
- SGPS (Société de Gestion de Prestations de Santé).
- Activeille
- Centaure
- CapsAuto
- Mutuaide
- France Maintenance Bâtiment
- G2S - Groupama Supports et Services
- Rent A Car (20 % del capitale)

## Patrocinio e sponsorizzazione sportiva
Groupama ha voluto investire in sponsorizzazioni, azioni scientifiche e culturali attraverso fondazioni ed essere protagonista dello sport con la sponsorizzazione nautica e ciclistica:
- La Gan Foundation for Cinema, destinata a venire in aiuto del cinema francese, a fornire sostegno finanziario alla produzione e distribuzione di film.
- La Fondazione Groupama sostiene la lotta alle malattie rare.
- La sponsorizzazione dello sport nautico e vela con Franck Cammas dal 1997 al 2017[23]
- Denominazione dello stadio Olympique Lyonnais: Groupama Stadium.
- Squadra ciclistica Groupama-FDJ dal 2018